# Municipio de Nybro
El municipio de Nybro (en sueco: Nybro kommun) es un municipio en la provincia de Kalmar, al sur de Suecia. Su sede se encuentra en la ciudad de Nybro. El municipio actual se formó en 1969, cuando la ciudad de mercado (köping) de Nybro se fusionó con los municipios rurales circundantes.

## Localidades
Hay 9 áreas urbanas (tätort) en el municipio:
| # | Tätort          | Población |
| - | --------------- | --------- |
| 1 | Nybro           | 12,598    |
| 2 | Orrefors        | 696       |
| 3 | Alsterbro       | 462       |
| 4 | Örsjö           | 373       |
| 5 | Kristvallabrunn | 262       |
| 6 | Flygsfors       | 255       |
| 7 | Bäckebo         | 241       |
| 8 | Målerås         | 228       |
| 9 | Flerohopp       | 209       |